# ساوایی
ساوایی (به لاتین: Savai'i) یک جزیره در ساموآ است که در ساموآ واقع شده‌است. ساوایی ۴۳٬۱۴۲ نفر جمعیت دارد و ۱٬۸۵۸ متر بالاتر از سطح دریا واقع شده‌است.